# Руднянский сельсовет (Минская область)
Руднянский сельсовет — административная единица на территории Червенского района Минской области Республики Беларусь. Граничит с Рованичским, Червенским, Валевачским сельсоветами Червенского района и Курганским сельсоветом Смолевичского района. Центром сельсовета является агрогородок Рудня.

## Состав
Руднянский сельсовет включает 18 населённых пунктов:
- Барсуки — деревня.
- Берёзовка — деревня.
- Великий Бор — деревня.
- Вишенка — деревня.
- Дубовый Лог — деревня.
- Замосточье — деревня.
- Зорька — деревня.
- Ивник — деревня.
- Красная Нива — деревня.
- Кутузовка — деревня.
- Новые Зеленки — деревня.
- Правда — деревня.
- Проходка — деревня.
- Рудня — агрогородок.
- Ситник — деревня.
- Слободка — деревня.
- Уборки — деревня.
- Чернова — деревня.